# The Flatliners
The Flatliners é uma banda de punk rock de Richmond Hill e Brampton, Ontário, Canadá. Atualmente a banda é formada por Chris Cresswell (vocalista e guitarrista), Scott Brigham (guitarrista), Jon Darbey (baixista) e Paul Ramirez (baterista).
Desde a sua formação em 2002, a banda tem sido uma influência crescente no movimento punk e ska de Toronto, bem como outras áreas da área da Grande Toronto. Atualmente eles tem contrato com a Fat Wreck Chords.

## Discografica
Álbums

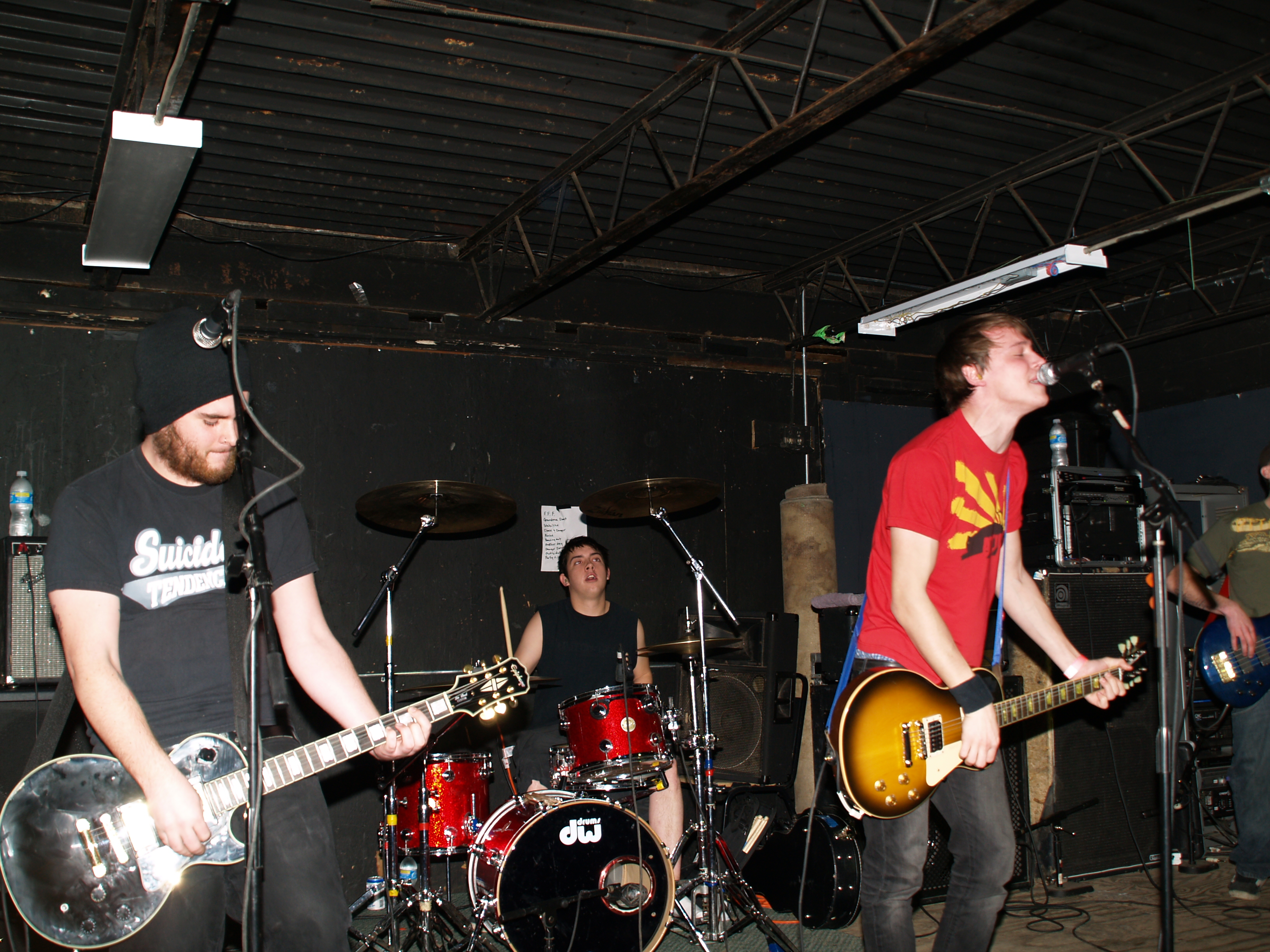
The Flatliners ao vivo em 2007.

- 2005 - Destroy to Create (Union Label Group)
- 2007 - The Great Awake (Fat Wreck Chords)
- 2010 - Cavalcade (Fat Wreck Chords) No. 54 CAN
- 2013 - Dead Language (Fat Wreck Chords)
- 2015 - Division of Spoils (Fat Wreck Chords)
- 2017 - Inviting Light (Rise Records)

EPs & Singles
- 2002 - Demo (Drive Studios)
- 2007 - Sleep Is For Bitches EP (Union Label Group)
- 2009 - Cynics 7" (Fat Wreck Chords)
- 2010 - Monumental 7" (Fat Wreck Chords)
- 2011 - Count Your Bruises 7" (Fat Wreck Chords)
- 2013 - Caskets Full 7" (Fat Wreck Chords)
- 2015 - Resuscitation of the Year 7" (Fat Wreck Chords)

Compilações & Splits
- Who Said Ska's Dead?, Cresswell Records (2003)
- Like Nobodies Business (Spill Your Guts), Pezmosis Music Productions (2005)
- We Don't Die We Multiply (There's A Problem), 3rd Generation Recordz (2006)
- Like Nobodies Business II (...And the World Files For Chapter 11), Pezmosis Music Productions (2006)
- Ska Is Dead 3 (Open Hearts and Bloody Grins), Stomp Records (2007)
- All Aboard: A Tribute to Johnny Cash (Cry! Cry! Cry!), Anchorless Records (2008)
- Run Like Hell 7" Split w/ The Snips , Paper & Plastick (2009)
- Under the Influence Volume 16 7 Split w/ Dead To Me (2011)
- Southwards/Meanwhile In Hell 7" Split w/ ASTPAI (2012)
- The Songs of Tony Sly: A Tribute, Fat Wreck Chords (2013)
- Fat in New York, Fat Wreck Chords (2013)
- Calutron Girls/Dagger 7" split w/ Make Do and Mend, Rise Records (2013)

## Videografia
- Fred's Got Slacks (2005)
- Broken Bones (2006)
- Eulogy (2007)
- This Respirator (2008)
- Carry the Banner (2010)
- Monumental (2010)
- Count Your Bruises (2011)
- Arrhythmic Palpitations (Dead to Me cover - 2012)[4]
- Birds of England (2013)
- Tail Feathers (2014)
- Resuscitation of the Year (2015)